# Joseph E. Murray
Joseph Edward Murray (n. 1 aprilie 1919, Milford⁠(d), Massachusetts, SUA – d. 26 noiembrie 2012, Boston, Massachusetts, SUA) a fost un medic chirurg și om de științăamerican cu contribuții marcante în domeniul chirurgiei plastice. În 1990, obține Premiul Nobel pentru Medicină, împreună cu E.D. Thomas, pentru contribuțiile în domeniul transplanturilor de organe și de celule, ca metode clinice de tratament. Este fondatorul Registrului Internațional pentru Transplantul de Rinichi. În 1959, împreună cu John Merrill, realizează prima grefă de rinichi între gemeni falși.